# Виела
Виѐла (на френски: vielle от fidicula; на немски: Fiedel) е средновековен лъков струнен музикален инструмент. Отличава се от курта понеже има обособен гриф, предходник е на старинните виоли, но е доста по-опростен от тях. Този инструмент е твърде близък по форма и устройство на българската гъдулка, но има по-остър звук. В Германия е разпространен с наименованието фидел в различните немски фолклорни състави.